# Połączenie klinowe

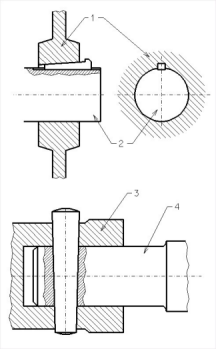
Połączenia klinowe: wzdłużne i poprzeczne

Połączenia klinowe – połączenia rozłączne spoczynkowe pośrednie, w których elementem pośrednim jest klin.
Połączenia klinowe to połączenia polegające na łączeniu części maszyn za pomocą klinów. Klin jest elementem pośrednim. Który w czasie montażu zostaje wbity.
Wyróżnia się dwa typy połączeń klinowych:
- połączenie klinowe wzdłużne – z klinami znormalizowanymi, służą głównie do osadzania piast (1) kół na wałach (2). Klin umieszczony jest w gnieździe wyżłobionym w wale i piaście,
- połączenia klinowe poprzeczne – służą do łączenia cięgien, w którym jedno jest zakończone gniazdem lub tuleją złączną (3), a drugie drągiem (4).

W czasie montażu klin zostaje wbity w połączenie. Klin przenosi swoją powierzchnią całe obciążenie złącza.
Obliczenia wytrzymałościowe połączenia klinowego wzdłużnego opiera się na kryterium maksymalnego dopuszczalnego nacisku powierzchniowego ko. Za krytyczną powierzchnię przyjmuje się część powierzchni styku klina z gniazdem wału, która jest zwykle mniejsza niż powierzchnia styku klina z piastą.
Obliczenia wytrzymałościowe połączenia klinowego poprzecznego polegają na obliczeniu wytrzymałości wszystkich trzech elementów połączenia. Drąg i tuleja obliczane są na rozciąganie kr, a klin na zginanie kg. W ramach obliczeń sprawdzających sprawdza się klin ze względu na nacisk powierzchniowy kn.
W połączeniach klinowych wzdłużnych stosujemy do trzech klinów na jedno połączenie, rozstawione co 120 stopni.